# Pascal Quignard
Pour les articles homonymes, voir Quignard.
Pascal Quignard, né le 23 avril 1948 à Verneuil-sur-Avre (Eure), est un écrivain français. Il est lauréat du prix Goncourt 2002 pour Les Ombres errantes, publié chez Grasset.
Par ailleurs violoncelliste, il fonde le Festival d'opéra et de théâtre baroque de Versailles. L'un de ses livres les plus connus est certainement le court roman Tous les matins du monde, adapté au cinéma dès l'année de sa parution par Alain Corneau.

## Biographie

### Enfance et formation
Pascal Quignard naît le 23 avril 1948 à Verneuil-sur-Avre,.
Il est le fils de Jacques Quignard (1919-2001), professeur agrégé de Lettres puis conseiller de direction à l'Institut national de recherche pédagogique, et d'Anne Bruneau (1920-2015), directrice de collège. Mariés en 1943, ils ont quatre enfants, René-Jacques, Marianne, Pascal, Noël (1949-2020).
Son grand-père maternel est le linguiste Charles Bruneau et son oncle maternel Jean Bruneau (1922-2003), un universitaire spécialiste de Gustave Flaubert.
La famille de son père, originaire d'Alsace et du Wurtemberg, comporte une longue lignée d'organistes.
Ses trois grand-tantes, Juliette, Marthe et Marguerite sont toutes trois musiciennes. Elles donnent des leçons de solfège au jeune Julien Gracq et tiennent les orgues d'Ancenis,.
Le départ en 1950 de Cäzilia Müller (1927-2009), la jeune fille au pair allemande qui s'était occupée de lui pendant un an, le plonge vers l'âge de dix-huit mois dans une anorexie et un mutisme qui se poursuivent après le déménagement en 1951 de la famille au Havre,. Ses parents le confient plusieurs années à ses grands-parents maternels, Charles et Marie Bruneau dans l'espoir de le faire aller mieux. Son oncle, Jean Bruneau, parvient à lui faire reprendre le chemin de la nourriture, mais il ne retrouve jamais celui du "plaisir de la langue".
Il suit sa scolarité au Havre, encore marquée par les destructions de la Seconde Guerre Mondiale, et s'initie en parallèle à la musique instrumentale en pratiquant l'orgue, le piano, l'harmonium, le violon et l'alto, puis la composition.
Il fréquente l'école élémentaire du lycée du Havre puis la 6e au lycée de garçons. Sa scolarité se poursuit de la 5ème à la 1ère au lycée mixte de Sèvres.
Il obtient son baccalauréat en juin 1966 et s'inscrit en octobre de la même année en philosophie à l'université de Nanterre. Il y rencontre sa future épouse, Marie-Françoise Oberrieder, étudiante elle aussi.
Début 1968, Emmanuel Levinas lui propose un sujet de thèse : « Le langage chez Bergson », mais Quignard lui annonce sa décision de renoncer à la philosophie et de quitter l’université car il ne souhaite pas enseigner mais se consacrer à l'étude et à la musique.

### Carrière littéraire et dans l'édition
Au mois d'août, il reprend brièvement, pendant trois semaines, la suite de sa grand-tante Marthe à l’orgue d’Ancenis. Il joue de l'orgue le matin et se consacre à l'écriture l’après-midi pour rédiger La Parole de la Délie, un essai sur Maurice Scève, un poète du XVIe siècle, qui sera publié en 1974.
Le texte est remarqué par Louis-René des Forêts qui l'invite à publier ses premiers essais dans la revue L'Éphémère où il cotoiera notamment Yves Bonnefoy, André du Bouchet, ou encore Philippe Jaccottet.
Son essai consacré à Leopold von Sacher-Masoch (L'Être du balbutiement au Mercure de France, 1969) est également publié par des Forêts chez Gallimard.
En 1969, à la demande de Paul Celan, il traduit Alexandra, la dernière épopée grecque du monde antique, écrite par Lycophron.
Le 1er octobre 1969, Pascal Quignard épouse à la mairie de Boulogne-Billancourt Marie-Françoise Oberrieder. De leur union naît en 1972 leur fils Guillaume.
Il devient parallèlement lecteur au Mercure de France et chez Gallimard, où il entre au comité de lecture en 1976. Il publie plusieurs essais, Lycophron et Michel Deguy, un récit en 1976, Le Lecteur, puis, en 1979, un premier roman, Carus, qui reçoit le prix des Critiques en 1980.
Il publie également, parallèlement à son œuvre chez Gallimard, divers textes pour de petits éditeurs, comme Le Collet de Buffle, Orange Export Ltd, Clivages, Éditions de l'Amitié, Claude Blaizot, Chandeigne, Patrice Trigano, puis chez des éditeurs plus importants comme Fata Morgana, P.O.L ou Flohic, par exemple.
Gallimard publie deux romans : Le Salon du Wurtemberg en 1986 et Les Escaliers de Chambord en 1989.
Entre 1986 et 1990, il étudie le violoncelle à la Schola Cantorum.
En 1989, Quignard est nommé par Antoine Gallimard au Comité de direction des Éditions Gallimard et en devient le secrétaire général pour le développement éditorial.
Il préside le Centre de musique baroque de Versailles et crée, avec Philippe Beaussant, le festival d'opéra et de théâtre baroque de Versailles. En 1990, il préside le Concert des nations.
La publication des huit volumes des Petits Traités aux éditions Maeght en 1990, réédités dans la collection Folio en 1991, dévoile l'étendue de ses lectures.
En 1991, il écrit Tous les matins du monde. Le roman est adapté au cinéma la même année par Alain Corneau avec lequel il cosigne le scénario. Cette biographie imaginaire la vie du compositeur Marin Marais et ses relations avec son maître, Jean de Sainte-Colombe, est inspirée d'un livre précédent, La Leçon de musique, paru en 1987.
Alain Corneau souhaitait réaliser un film centré sur la musique baroque et avait demandé à Pascal Quignard, qui n’avait alors jamais travaillé pour le cinéma, de lui écrire un scénario, mais celui-ci avait décliné la proposition. Il propose alors plutôt d'écrire sur le sujet un court roman que Corneau pourra ensuite adapter à l’écran. Ce dernier approuve et s'attend à une oeuvre fastueuse, se déroulant à la Cour du Roi Soleil. Mais l'oeuvre de Quignard est centrée autour d'un homme, Sainte Colombe, qui refuse de jouer à Versailles et vit reclus à la campagne avec ses filles. Corneau accepte cependant de travailler avec Quignard à l'adaptation du roman. Le 14 avril 1988, Jordi Savall et Pascal Quignard sont les invités de l’émission Désaccord Parfait de Jean-Michel Damian. À la suite de cette émission sur France Musique, Jordi Savall est invité à jouer en trio avec Alain Corneau et Pascal Quignard pour mettre au point le film.
Avec pour interprètes notamment Jean-Pierre Marielle, Gérard et Guillaume Depardieu et Anne Brochet, le film rencontre un important succès avec plus de deux millions d'entrées et remporte le César du meilleur film l'année suivante, en 1992. Il fait aussi connaître la musique baroque et la viole de gambe, jouée par Jordi Savall. La bande originale du film qu'il a composée rentre dans les hits-parades en France comme à l'étranger, une exception pour ce type de musique.
Le succès, notamment auprès des jeunes, de ces musiques intimes et mélancoliques inspirées par l'histoire intimiste écrite par Pascal Quignard est une surprise. Le public est marqué par la question de la transmission de l’art, de maître à élève, et par le sens que l’on peut donner à la musique. Des décennies plus tard, Jordi Savall et Pascal Quignard continuent à donner des lectures musicales de Tous les matins du Monde.
Pascal Quignard divorce en 1991 de Marie-Françoise Oberrieder. Martine Saada, productrice et éditrice, devient sa compagne.
En 1992, il met fin à la psychanalyse entamée avec André Auscher en 1982 qui lui avait permis de retrouver le souvenir de Cäzilia Müller et de conjurer ses pulsions suicidaires,.

### Retrait de la société et poursuite de l'écriture
L'année 1994 est un tournant dans l'histoire de Pascal Quignard. Il publie un dernier livre chez Gallimard, Le Sexe et l'effroi, mais passera ensuite aux éditions du Seuil.
Il quitte le festival de Versailles, démissionne des éditions Gallimard et adopte une autre forme d'existence, choisissant de vivre une partie de l'année à Sens, dans une maison au bord de l'eau et déclare : « Si quelqu'un demande où je suis, je l'ignore ». La démission de ses fonctions éditoriales et l'abandon de toute carrière musicale lui permettent de se consacrer exclusivement à l'écriture.
En janvier 1997, il est victime d'une hémorragie pulmonaire et hospitalisé d'urgence. Cet accident de santé l'amène à démissionner de ses charges, à se libèrer des contraintes et se consacrer à la rédaction de la série Le Dernier Royaume. Le huitième volume, Vie secrète, paru en 1998 et écrit en premier, est inspiré par l'expérience de cet accident de santé grave dans lequel il frôle la mort. Le septième volume, Les Désarçonnés, reprendra le thème d'un événement imprévu comme le deuil, la maladie, la dépression, l'amour qui va renverser toute une vie. Il y rend hommage à son oncle maternel Jean Bruneau, rescapé du camp de Dachau, qui l'a sauvé de l'anorexie et dont l'exemple de réapprendre tout soi-même l'encourage.
Terrasse à Rome reçoit le Grand prix du roman de l'Académie française en 2000.
Avec l'écriture du cycle nommé Dernier Royaume, Quignard oriente sa réflexion vers le passé lointain et figé (le Jadis), le passé en mouvement (le sien propre et récent), le conte et la fonction du langage.
Les trois premiers volumes sont publiés simultanément en 2002.
Le premier volume, Ombres errantes, associé aux deux autres, reçoit le prix Goncourt à la surprise générale.
Cette série est composée de genres divers, contes, paraboles, spéculations étymologiques ou philosophiques. Dernier Royaume comportera 12 tomes et son édition est étalée sur plus de vingt ans.
En 2005-2006, les Éditions Galilée rééditent l'ensemble des textes rares ou introuvables de son œuvre, dans leur version revue, augmentée et définitive, agrémentée de quelques inédits. Elles republient aussi un essai sur Georges de La Tour, déjà publié aux éditions Flohic en 1991.
Son roman Villa Amalia publié en 2006 met en scène un personnage habité par le vœu de tout quitter, de ne plus être soi et d'aller se découvrir ailleurs. . Benoît Jacquot adapte le roman au cinéma sous le même titre de Villa Amalia.
La Haine de la musique signe un retour à un thème qui lui est cher.

En 2016-2018, Pascal Quignard se met,
« à errer de théâtre en théâtre, pendant trois ans, pour la tournée de "La Rive dans le noir", [...] intrigue, sur l'espace d'une heure, à laquelle participaient une jeune femme très belle, une corneille âgée et une chouette effraie qui sortait de son œuf. (p. 151, La vie n'est pas une biographie, 2019) »

## Réception de l'œuvre
En 2002, Ombres errantes est couronné par le Prix Goncourt, provoquant un effet de surprise car le livre n'est pas un roman mais une suite de « fragments » mêlant les références historiques aux réflexions personnelles.
À la question si le Goncourt ne devait pas obligatoirement distinguer un roman, la Présidente de l'Académie Goncourt, Edmonde Charles-Roux, répond: « On peut interpréter le cahier des charges de l'Académie de mille façons. La meilleure est d'aller à la qualité... On tient un très grand écrivain. Il a écrit un livre qui n'est pas un roman, mais qui est mille romans. Chaque paragraphe est un roman en puissance, c'est cela que nous avons couronné. »
Alors que le prix a été décerné par 6 voix à Pascal Quignard pour « Les ombres errantes » contre 2 à Olivier Rolin pour « Tigre en papier » et 2 à Gérard de Cortanze pour « Assam », un membre du jury, Jorge Semprún, crée la polémique en attaquant publiquement l'ouvrage, l'accusant de ne pas être novateur et trop parisien.
L'œuvre de Pascal Quignard fait l'objet de plusieurs études.
Un colloque d'une semaine en juillet 2004 à Cerisy-la-Salle dirigé par Philippe Bonnefis et par Dolorès Lyotard lui est dédié. Sous la direction de Philippe Forest et Pierre Lepape, il fait l'objet d'une publication en 2005, Pascal Quignard, figures d'un lettré, aux éditions Galilée.
L'œuvre de Pascal Quignard est complexe,. La permanence des thèmes, leur éventuel ressassement, rend difficile le découpage de frontières entre genres chez Quignard. Parmi ces thèmes figurent le silence, la lecture, la mort, ou encore la figure du jadis.
Daniel S. Larangé attire l'attention sur la dimension mystique de cette œuvre en fragmentation, déterminant alors les liens qui la relient à la mystique rhénane revue au prisme de la philosophie de l'altérité. En effet, le style de l'écrivain se démarque par toute une réflexion sur le morcellement et l'atomisation des êtres et de la langue, aboutissant ainsi à une « théosigie », au silence de Dieu.
Les spécialistes de l’œuvre de Pascal Quignard dont Chantal Lapeyre-Desmaison et Agnès Cousin de Ravel, ainsi que le Groupe de Recherche Identités et Cultures (GRIC) organisent du 29 au 30 avril 2013 un colloque international intitulé « Les lieux de Pascal Quignard » à l'Université du Havre. Le colloque travaille sur l’importance des lieux physiques et mentaux chez l’écrivain.
En juillet 2013, un Colloque International Pascal Quignard « La littérature hors frontières » est organisé au Brésil par Verónica Galíndez-Jorge de l'Université de Sao-Paulo et Irène Fenoglio du CNRS.
En juillet 2014, le colloque de Cerisy (sous la direction de Mireille Calle-Gruber, Irène Fenoglio et Jonathan Degenève) lui est consacré. Les actes, un volume de plus de 600 pages, sont publiés en 2015 aux éditions Herrmann sous le titre Pascal Quignard : translations et métamorphoses.
En décembre 2017, le Collège international de philosophie (CIPh) en collaboration avec le Centre de recherches sur les arts et le langage (CRAL - Unité mixte CNRS/EHESS), organise un colloque de 3 jours sur l’écriture et sa spéculation chez Pascal Quignard en sa présence.
En mars 2023, le Centre des Musiques Arabes et Méditerranéennes et l'Institut Supérieur des Langues de Tunis tiennent un colloque de 3 jours à Tunis sur le thème Pascal Quignard et la Méditerranée.

## Postérité
En 2014, dans son roman Les Récidivistes, Laurent Nunez emprunte les voix des auteurs qui l’ont fait naître et propose, parmi ses pastiches de Proust, Duras, Genet..., une centaine de pages « quignardiennes » sur le mythe de Kronos.

## Œuvres

### Dernier Royaume
Cette œuvre, toujours en cours, développe les réflexions de l’auteur sur ses thèmes privilégiés. Tous les genres se succèdent dans les très nombreux chapitres, contes, notes, listes, essais, fragments de romans, journal, etc.
1. Les Ombres errantes (Dernier Royaume, tome I), Grasset, 2002 (Prix Goncourt 2002)
2. Sur le jadis (Dernier Royaume, tome II), Grasset, 2002
3. Abîmes (Dernier Royaume, tome III), Grasset, 2002
4. Les Paradisiaques (Dernier Royaume, tome IV), Grasset, 2005
5. Sordidissimes (Dernier Royaume, tome V), Grasset, 2005
6. La Barque silencieuse (Dernier Royaume, tome VI), Le Seuil, 2009
7. Les Désarçonnés (Dernier Royaume, tome VII), Grasset, 2012
8. Vie secrète (Dernier Royaume, tome VIII), Gallimard, 1997 ; réédition Folio, 1999
9. Mourir de penser (Dernier Royaume, tome IX), Grasset, 2014
10. L'Enfant d'Ingolstadt (Dernier Royaume, tome X), Grasset, 2018
11. L'Homme aux trois lettres, (Dernier Royaume, tome XI), Grasset, 2020
12. Les Heures heureuses (Dernier Royaume, tome XII), Albin Michel, 2023

### Romans
- Carus, Gallimard, 1979
- Les Tablettes de buis d’Apronenia Avitia, Gallimard, 1984
- Le Salon du Wurtemberg, Gallimard, 1986
- Les Escaliers de Chambord, Gallimard, 1989
- Tous les matins du monde, Gallimard, 1991
- L'Amour conjugal, Patrice Trigano, 1994, avec des gravures de Pierre Skira
- L'Occupation américaine, Seuil, 1994
- Terrasse à Rome, Gallimard, 2000 (Grand prix du roman de l'Académie française 2000)
- Requiem, Galilée, 2006
- Villa Amalia (en), Gallimard, 2006
- Les Solidarités mystérieuses, Gallimard, 2011
- Les Larmes, Grasset, 2016 (Prix de littérature André-Gide 2017)
- Dans ce jardin qu'on aimait, Grasset, 2017
- L'Amour, la Mer, Gallimard, 2022
- Trésor caché, Albin Michel, 2025

### Nouvelles
- Le Petit Cupidon, Galilée, 2006

### Contes
- Éthelrude et Wolframm, Galilée, 2006
- Le Secret du domaine, L’Amitié, 1980, illustrations de Jean Garonnaire ; réédition sous le titre de L'Enfant au visage couleur de la mort, Galilée, 2006
- Triomphe du temps, Galilée, 2006
- Princesse Vieille Reine, Galilée, 2015
- Le Chant du marais, Chandeigne, 2016

### Récits
- Le Lecteur,  Gallimard, 1976 ; réédition Folio, 2014
- La Raison, Le Promeneur, 1990

### Traités
- Petits traités, Tome I, Clivages, 1981, avec un traité de gravure de Louis Cordesse
- Petits traités, Tome II, Clivages, 1983
- Petits traités, Tome III, Clivages, 1984
- Petits traités, Tome I à VIII, Maeght, 1990, avec des dessins d’Aki Kuroda

### Essais sur la littérature
- L'Être du balbutiement : essai sur Sacher-Masoch, Mercure de France, 1969 ; deuxième édition, 2013, avec une postface
- La Parole de la Délie : essai sur Maurice Scève, Mercure de France, 1974
- Michel Deguy, Seghers, 1975
- Le Vœu de silence : essai sur Louis-René des Forêts, Fata Morgana, 1985 ; réédition Galilée, 2005
- La Réponse à Lord Chandos, Galilée, 2020[38],[39] ; voir Lettre de Lord Chandos à Francis Bacon

### Essais sur l'art
- Cécile Reims grave Hans Bellmer, Cercle d'art, 2006
- Une vie de peintre, Marie Morel, Galerie B. Pont-Aven et Les Amis de Marie Morel, 2014, avec Marie Morel
- Babahoum de Mogador, Lelivredart, 2014, avec Emilie Champenois

### Autres
- Alexandra de Lycophron, Mercure de France, 1971 ; réédition Gallimard, 2010, avec une postface inédite et accompagné de Zétès[40],[41]
- Écho, suivi de Épistolè Alexandroy, Le Collet de Buffle, 1975 ; repris dans Écrits de l'éphémère, Galilée, 2005
- Sang, Orange Export Ltd, 1976 ; repris dans Écrits de l'éphémère, Galilée, 2005
- Hiems, Orange Export Ltd, 1977 ; repris dans Écrits de l'éphémère, Galilée, 2005
- Sarx, Maeght, 1977, avec des gravures de Gérard Titus-Carmel ; repris dans Écrits de l'éphémère, Galilée, 2005
- Les Mots de la terre, de la peur et du sol, Clivages, 1978, avec des gravures de Louis Cordesse ; repris dans Écrits de l'éphémère, Galilée, 2005
- Inter aerias fagos, Orange Export Ltd, 1979 ; réédition Galilée, 2005
- Sur le défaut de terre, Clivages, 1979, avec des gravures de Louis Cordesse ; repris dans Écrits de l'éphémère, Galilée, 2005
- Une gêne technique à l'égard des fragments, Fata Morgana, 1986 ; réédition Galilée, 2005
- La Leçon de musique, Hachette, 1987
- Albucius, P.O.L, 1990
- La Nuit et le Silence : Georges de La Tour, Flohic, 1991 ; réédition Galilée, 2005
- La Frontière, livre album, Chandeigne, 1992 ; réédition Folio, 1994
- Le Nom sur le bout de la langue, P.O.L, 1993
- Le Sexe et l'Effroi, Gallimard, 1994
- Les Septante, Patrice Trigano, 1994, avec des peintures de Pierre Skira
- Rhétorique spéculative, Calmann-Lévy, 1995
- La Fausseté des vertus humaines, précédée de Traité sur Esprit, Aubier, Paris, 1996 (Jacques Esprit, La Fausseté des vertus humaines, 2 volumes, 1678 ; 1693 ; 1709) ; rééd. Éditions Séguier, Paris, 560 p., 2025  (ISBN 978-2386360114)
- La Haine de la musique, Calmann-Lévy, 1996 ; réédition Folio, 1997
- Tondo, Flammarion, 2002, avec des pastels de Pierre Skira
- Écrits de l'éphémère, Galilée, 2005
- Pour trouver les Enfers, Galilée, 2005
- Quartier de la Transportation, Rouergue, 2006, avec Jean-Paul Marcheschi
- La Nuit sexuelle, Flammarion, 2007
- Boutès, Galilée, 2008
- Medea, Ritournelles, 2011
- Sur le désir de se jeter à l'eau, Presses Sorbonne Nouvelle, 2011, avec Irène Fenoglio
- L'Origine de la danse, Galilée, 2013
- Leçons de Solfège et de piano, Arléa, 2013
- La Suite des chats et des ânes, P.S.N., 2013
- Sur l’image qui manque à nos jours, Arléa, 2014
- Sur l'idée d'une communauté de solitaires, Arléa, 2015
- Critique du jugement, Galilée, 2015
- Vita e morte di Nitardo, Analogon, 2016 ; l'édition italienne est la première édition de ce texte
- Performances de ténèbres, Galilée, 2017
- Une journée de bonheur, Arléa, 2017
- Angoisse et beauté, Seuil, 2018
- La Vie n'est pas une biographie, Galilée, 2019[42]
- Compléments à la théorie sexuelle et sur l'amour, Seuil, 2024

### Édition
- Maurice Scève, Œuvres complètes, texte établi et annoté par Pascal Quignard, Mercure de France, 1974

### Articles et entretiens
- « Longin », dans la Nouvelle Revue de psychanalyse, n° 32, 1985
- Pascal Quignard le solitaire, entretiens avec Chantal Lapeyre Desmaison, Flohic, 2001
- « Sur la curiosité téméraire des lecteurs de romans », dans Chantal Lapeyre-Desmaison (dir.), Lecteurs de fictions, Champs du Signe, Éditions universitaires du Sud, 2010

## Représentations
Quignard intervient dans quelques lectures-spectacles (« récit-récital »), aujourd'hui encore (avec la pianiste Aline Piboule, le claveciniste Pierre Gallon...),.
Pour Marie Vialle, il compose, pour la scène : 
- Le Nom sur le bout de la langue (créé en 2005 à Paris), sonate de trois contes,
- Triomphe du temps (créé en 2006 à Lyon), sonate de quatre contes,
- Princesse Vieille Reine (2015, créé en 2015 à Paris), sonate de cinq contes[45],[46],[47].

De 2009 à 2013, en duo avec Carlotta Ikeda, il réalise et donne un spectacle de théâtre buto, Medea.
Bien avant la mort de sa partenaire (septembre 2014), et la fin de la troupe (avec Laurent Rieuf, Alain Mahe et Éric Blosse), Quignard, bouleversé par un spectacle de Luc Petton, passe à une autre étape « pour un immédiat retour au dernier Grotowski » (1933-1999), organise de rares performances de ténèbres, avec différents autres co-intervenants, dont Marie Vialle.
Parmi les travaux de scène personnels : 
- Mourir de penser[48] (à Saint-Denis),
- Vie et mort de Nidhard[49],[50] (à Saint-Riquier),
- Ballet sur l'origine de langue et de la littérature françaises[51],[52] (à Vérone),
- L'Oreille qui tombe[53], œuvre sonore et évolutive sous l'action de l'eau et du temps, réunissant performances et sculpture en collaboration avec la plasticienne Frédérique Nalbandian (première représentation à La-Valette du Var en 2016, Musée Jean Cocteau 2017),
- Performance sur la mort et les morts de novembre (à Paris, Beaubourg),
- La Rive dans le noir avec la collaboration de Dalila Khatir (à Châteauroux, Paris et divers lieux)[54],[55],[56]...

Il rend compte de cette expérience et de sa conception de tous les théâtres dans Performances de ténèbres (2017), à travers cette forme originaire : « c'est la laisse de mer que la marée dénude comme la nuit, chaque jour, au bout du sentier de la plage, entre l'océan et la crique de sable toujours tiède à l'ombre des ombelles et de la criste-marine » (p.207).

## Distinctions
- 1991 : Prix de la langue française
- 1998 : Grand prix de littérature de la SGDL (Société des Gens de Lettres) pour Vie secrète (Gallimard), Grand prix du roman de la Ville de Paris
- 2000 : Grand prix du roman de l'Académie française, pour Terrasse à Rome (Gallimard), Prix de la Fondation Prince Pierre de Monaco pour Vie secrète (Gallimard)
- 2002 : Prix Goncourt, pour Les Ombres errantes (Grasset)
- 2006 : Grand Prix Jean Giono, pour Villa Amalia (Gallimard)
- 2023 : Prix Formentor pour l'ensemble de son œuvre, 14e Prix de la BnF pour l’ensemble de son œuvre

### Décorations
- Commandeur de l'ordre des Arts et des Lettres (2016)[57].
- Officier de la Légion d'honneur (chevalier, 1995 ; officier 2012[58]).

### Filmographie
- Jacques Malaterre, « Pascal Quignard », 26 min (Film documentaire couleur), sur film-documentaire.fr, ARTE France, 2001.